# Воља синовљева (ТВ серија)
Воља синовљева је  српска серија из 2024. године по сценарију Страхиње Маџаревића и у режији Немање Ћеранића као проширена верзија истоименог филма.
Од 24. маја 2025. године jе емитована на Суперстар ТВ.

## Радња
Воља синовљева је циклус епских песама из постапокалиптичне будућности чији је творац слепи гуслар који скрива своје лице. Овај гуслар кроз 8 песама приповеда причу о једној малој заједници Зрнољуда која се храбро изборила за своју слободу предвођена јунаком Јованом.
Слепи старац путује пустињом уз помоћ дечака-водича. Њих двојица наилазе на крчму где четворици бандита гуслар пева песме из Воље синовљеве.
Они знају одређене појединости из тих песама, али мисле да су то само легенде које су људи измислили. Да би сазнали истину терају гуслара да им пева песме....

## Главне Улоге
| Глумац              | Улога          |
| ------------------- | -------------- |
| Игор Бенчина        | Јован          |
| Исидора Симијоновић | Анђелија       |
| Марта Бјелица       | Марија         |
| Сергеј Трифуновић   | Туђин          |
| Јово Максић         | Гласник        |
| Петар Бенчина       | Богдан         |
| Иван Вујић          | Абердар други  |
| Светозар Цветковић  | Абердар        |
| Стефан Вукић        | Деспот         |
| Миодраг Радоњић     | Барјактар      |
| Златан Видовић      | Глава          |
| Милош Биковић       | Вођа Покислих  |
| Жарко Лаушевић      | Никола Наратор |

## Споредне Улоге
| Глумац              | Улога                  |
| ------------------- | ---------------------- |
| Игор Боројевић      | Војкан                 |
| Милица Јаневски     | Суна                   |
| Александар Ђурица   | Дарко                  |
| Анита Манчић        | Тара                   |
| Милан Чучиловић     | Касап                  |
| Ненад Хераковић     | Бледи                  |
| Дарко Ивић          | Лепи                   |
| Иван Ђорђевић       | Зидар                  |
| Лидија Кордић       | Хајдучица              |
| Васо Бакочевић      | Младин Брат/Брат Шумар |
| Душко Радовић       | Матичар                |
| Славиша Чуровић     | лекар                  |
| Душко Радовић       | Матичар                |
| Анђела Јовановић    | Сара                   |
| Филип Дедакин       | Психо крвава глава     |
| Ђорђе Радусин       | сведок убиства         |
| Владимир Цвејић     | лажни убица            |
| Стојша Ољачић       | покисли саучесник      |
| Бојана Ћеранић      | мала крвава глава      |
| Лара Стојковић      | ћеркица                |
| Јован Дрљача        | човек леопард          |
| Зоран Живковић      | Крчмар                 |
| Андреј Бенчина      | мали Јован             |
| Славко Лабовић      | Велибор                |
| Клара Цветковић     | мала Марија            |
| Огњен Златић        | мали Туђин             |
| Лазар Палачковић    | мали Богдан            |
| Стела Ћетковић      | Абердарева жена        |
| Радоје Чупић        | Бошко                  |
| Џек Димић           | вођа банде             |
| Душан Петковић      | Гокудо                 |
| Горан Бјелогрлић    | владар                 |
| Дубравко Јовановић  | Милија Гајдар          |
| Мирко Влаховић      | Рајко трговац          |
| Милош Танасковић    | стражар Мутивода       |
| Миодраг Крчмарик    | контролор              |
| Сања Ристић Крајнов | мајка                  |
| Ксенија Пајкић      | Вишња, Гласникова жена |
| Богдан Галић        | Гласников син          |
| Милутин Јанић       | Гласников син          |
| Лука Михаиловић     | стражар Крвава глава   |
| Душан Милошевић     | Крвави стрелац         |
| Кристијан Марковић  | поручник Крвава глава  |
| Драган Ђорђевић     | седи стражар           |
| Николина Петровић   | девојчица код Туђина   |
| Мики Јуковић        | изазивач у граду       |
| Петар Милићевић     | Брадоња                |
| Ивана Велиновић     | лепотица               |
| Мирко Пантелић      | викар                  |
| Никола Марковић     | ниски Покисли          |
| Никола Тодоровић    | лопов                  |
| Бранко Перишић      | лопов                  |
| Драгољуб Ћеранић    | црнооки стражар        |
| Стен Зендор         | берач                  |
| Владан Јаковљевић   | берачев проводаџија    |
| Дача Видосављевић   | Северњак               |
| Небојша Вранић      | зли проводаџија        |
| Бојан Хлишћ         | возач                  |
| Николија Јовановић  |                        |

## Епизоде
| Бр. еп. (укупно) | Бр. еп. (у сезони) | Наслов                         | Редитељ        | Сценариста         | Премијера     |
| --- | ------------------ | ------------------------------ | -------------- | ------------------ | ------------- |
| 1 | 1                  | Женидба Јована од Зрнољуда     | Немања Ћеранић | Страхиња Маџаревић | 24. мај 2025. |
| Јован, од народа Зрнољуда, бива заробљен и натеран да учествује у отмици младе са венчања. Пошто ствари крену онако како није очекивао, Јован мора да пронађе одговор на питање: Како у свету где постоји само зло може да никне и нешто добро?                |                    |                                |                |                    |               |
| 2 | 2                  | Maрија девојка и војвода Туђин | Лазар Бодрожа  | Страхиња Маџаревић | 25. мај 2025. |
| У подељеном Граду, један човек жели да се попне на трон не марећи за жртве. У свету завера, тајни и смрти једна девојка је препуштена сама себи. Бивши љубавници, подељени амбицијама и тугом, морају да постану или вечни савезници или непријатељи заувек... |                    |                                |                |                    |               |
| 3 | 3                  | Стрелци благо деле             | Немања Ћеранић | Страхиња Маџаревић | 31. мај 2025. |
| Бежећи од прогонитеља, преживели Зрнољуди проналазе давно изгубљено благо. Суочени са истином, они морају да прихвате игру мачке и миша како би преживели. |                    |                                |                |                    |               |
| 4 | 4                  | Јованов Растанак са Зрнољудима | Немања Ћеранић | Страхиња Маџаревић | 1. јун 2025.  |
| У краткој историји Јовановог одрастања на имању Зрнољуда испричана је прича о почетку њиховог страдања. Уцењени од Града, њима не преостаје ништа друго него да се окрену своме старом обичају - сабљи која бира јунака.                                       |                    |                                |                |                    |               |
| 5 | 5                  | Јован познаје очину сабљу      | Немања Ћеранић | Страхиња Маџаревић | 7. јун 2025.  |
| На путу ка Граду Јован проналази своју давно изгубљену сабљу. Да ли је то судбина или само случајност? И да ли је он једини који има право да ту сабљу носи?                                                                                                   |                    |                                |                |                    |               |
| 6 | 6                  | Почетак буне против Туђина     | Немања Ћеранић | Страхиња Маџаревић | 8. јун 2025.  |
| Јован и Анђелија стижу у Град. Туђин и Марија су поново заједно, али сада у битно другачијим улогама. Град изгара у борби између љубави и мржње. |                    |                                |                |                    |               |
| 7 | 7                  | Бој на Кули                    | Немања Ћеранић | Страхиња Маџаревић | 14. јун 2025. |
| Банде започињу грађански рат. Јован креће у освајање Куле док му се на путу налази хорда добро наоружаних бандита. Један човек против читаве војске, добро против зла...                                                                                       |                    |                                |                |                    |               |
| 8 | 8                  | Смрт Јована Абердаревића       | Немања Ћеранић | Страхиња Маџаревић | 15. јун 2025. |
| Јован није само борац, он је много више од тога. Откривањем истине и коначном победом јунак схвата да свет око нас пропада и само је породица оно што држи да свет никада не падне...                                                                          |                    |                                |                |                    |               |